# هاریت آندرشون
هاریت آندرشون (انگلیسی: Harriet Andersson؛ زادهٔ ۱۴ فوریهٔ ۱۹۳۲) هنرپیشه اهل سوئد است. وی بین سال‌های ۱۹۴۹ تا ۲۰۰۷ میلادی فعالیت می‌کرد.
از فیلم‌هایی که وی در آن نقش داشته‌است می‌توان به قتل‌های ساندهام، فانی و الکساندر، خاک اره و پولک، داگویل، همچون در یک آینه، فریادها و نجواها، لبخندهای یک شب تابستانی، نبرد برای رم و تابستان با مونیکا اشاره کرد.